# 第18屆傳藝金曲獎
由行政院新聞局主辦的第18屆金曲獎傳統暨藝術音樂類頒獎典禮於2007年6月2日在台北市內湖區自由廣場大樓（自由時報總部）演藝廳舉行頒獎典禮，為金曲獎首度將「傳統暨藝術音樂類」與「流行音樂類」分開頒獎
。本屆「傳統暨藝術音樂類」共有45件作品入圍，角逐12個獎項。
本屆為東森電視於第12屆後再度轉播頒獎典禮，也是傳藝類和流行音樂類分開舉辦頒獎典禮後，首度轉播頒獎典禮。

## 獎項異動
「傳統暨藝術音樂類」與「流行音樂類」獎項自本屆起分開頒獎。本屆增設評審團獎，由評審自本屆報名參賽作品中提名，獎勵特殊且值得鼓勵之作品。

## 入圍暨得獎名單
| 以表示得獎者 |

## 外部連結
- 第十八屆金曲獎入圍名單 （页面存档备份，存于）／得獎名單 （页面存档备份，存于），文化部影視及流行音樂產業局
- 第18屆金曲獎 @ Wikia 中文台